# Fabeltjeskrant

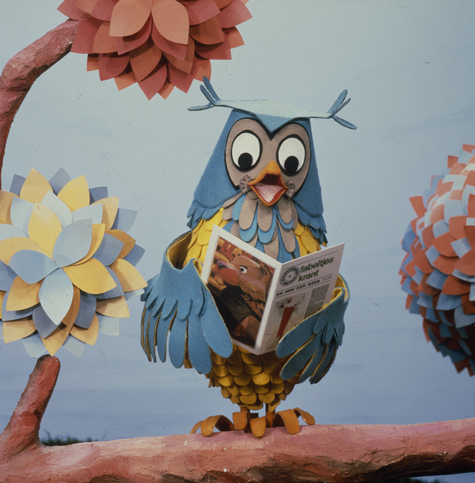

Fabeltjeskrant [(də) 'faːbəɫcəskrɑnt] (ou De Fabeltjeskrant) foi uma série televisiva infantil holandesa com marionetes e stop motion. Criada em 1968 por Leen Valkenier e produzida por Thijs Chanowski (1ª série) e Loek de Levita (2ª série), terminou em 1989 e foi transmitida nos canais holandeses NOS, RTL 4 e RTL 8  e no canal belga  VRT. De 1973 a 1975, foi transmitida também no Reino Unido, na ITV, com o título The Daily Fable.

## Em outros países
O programa foi adaptado noutros países sob os seguintes títulos:
- França: Le petit écho de la Forêt[3]
- Hungria: Fabulácskahírek
- Israel: Sipurimpo[4]
- Itália: La fiaba quotidiana[5]
- Noruega: Fablenes bok
- Suécia: Fablernas värld
- Reino Unido: The Daily Fable[2]
- Peru: Las Crónicas de Fabulandia

## Personagens principais

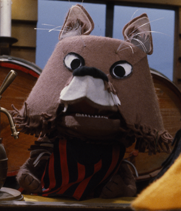
Bor de Wolf
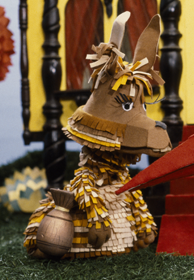
Chico Lama
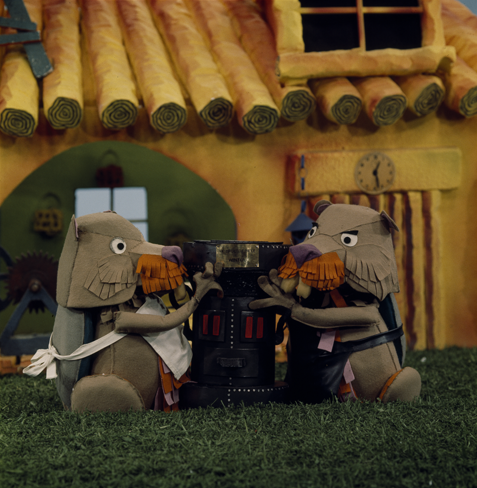
Ed en Willem Bever
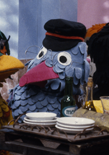
Gerrit de Postduif
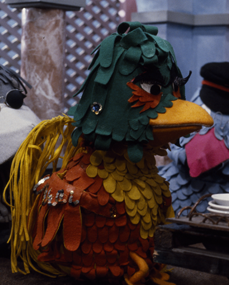
Isadora Paradijsvogel
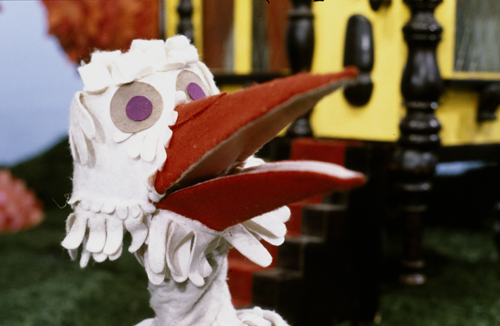
Juffrouw Ooievaar
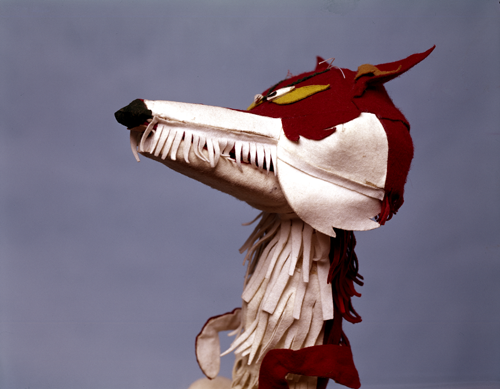
Lowieke de Vos
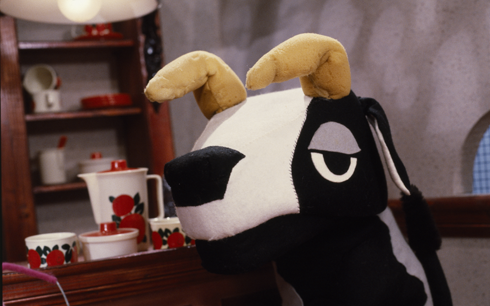
Margaretha Bontekoe
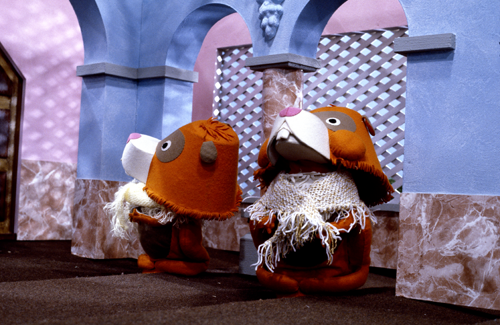
Martha en Myra Hamster
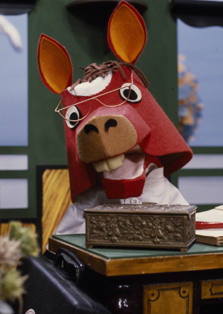
Meindert het Paard
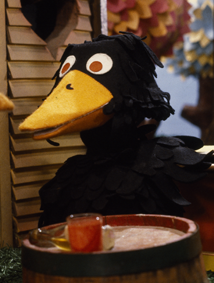
Meneer de Raaf
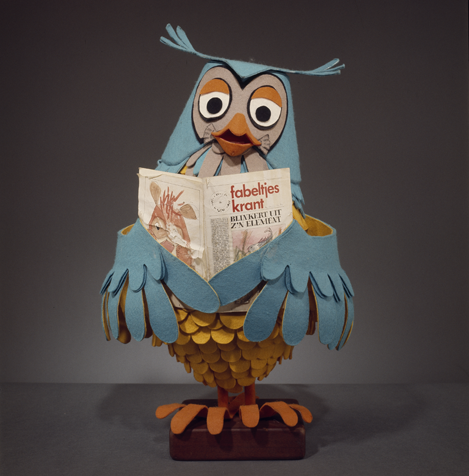
Meneer de Uil
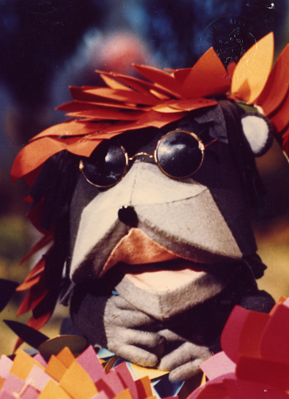
Momfer de Mol
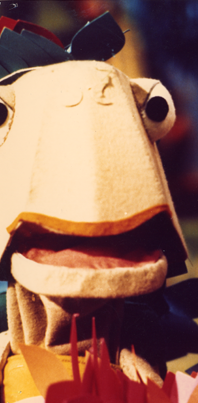
Stoffel de Schildpad
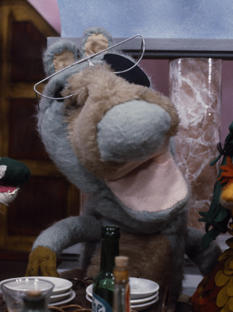
Woefdram
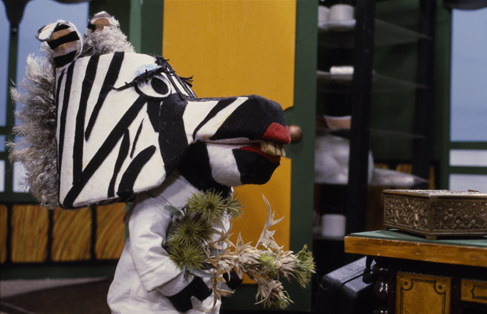
Zaza Zebra